# Eukiefferiella kivuensis
Eukiefferiella kivuensis är en tvåvingeart som beskrevs av Lehmann 1979. Eukiefferiella kivuensis ingår i släktet Eukiefferiella och familjen fjädermyggor.
Artens utbredningsområde är Kongo. Inga underarter finns listade i Catalogue of Life.